# جزيرة بانتارا الغربية
جزيرة بانتارا الغربية وهي جزيرة من جزر إندونيسيا، وتقع في إقليم جاكارتا، في بولاو سيريبو ضمن شمال الجزر الألف.